# جنیفر تیلی
جنیفر تیلی (انگلیسی: Jennifer Tilly؛ متولد ۱۶ سپتامبر ۱۹۵۸) بازیگر و بازیکن پوکر اهل آمریکا است. وی کاندید یک جایزه اسکار شده و یک بار نیز قهرمان جهان‌بخش زنان پوکر گردیده‌است. بيشتر شهرت وى براى بازى درفيلم عروس چاكى وفرزند چاكى است٠
او همچنین در فیلم بلا مافیا، یک داستان سیندرلایی ۴، ارواح والا، آن پسر دخترم است، میوی گربه، آغوش خون‌آشام، ساخت آمریکا، دور از خانه، بدون عشق‌بازی کوچک، موسیقی از اتاقی دیگر، رقص در بلو ایگوانا، بارت یک اتاق دارد، سوزاننده‌ها، ال پادرینو و زندگی مخفی چوبک هابازی کرده‌است.